# Вроцлав-Мухобур
Вроцлав-Мухобур (пол. Wrocław Muchobór) — остановочный пункт в городе Вроцлав, в Нижнесилезском воеводстве Польши. Имеет 2 платформы и 3 пути.
Остановочный пункт построен в 1896 году, когда эта территория была в составе Германской империи.